# Бджола (рід)

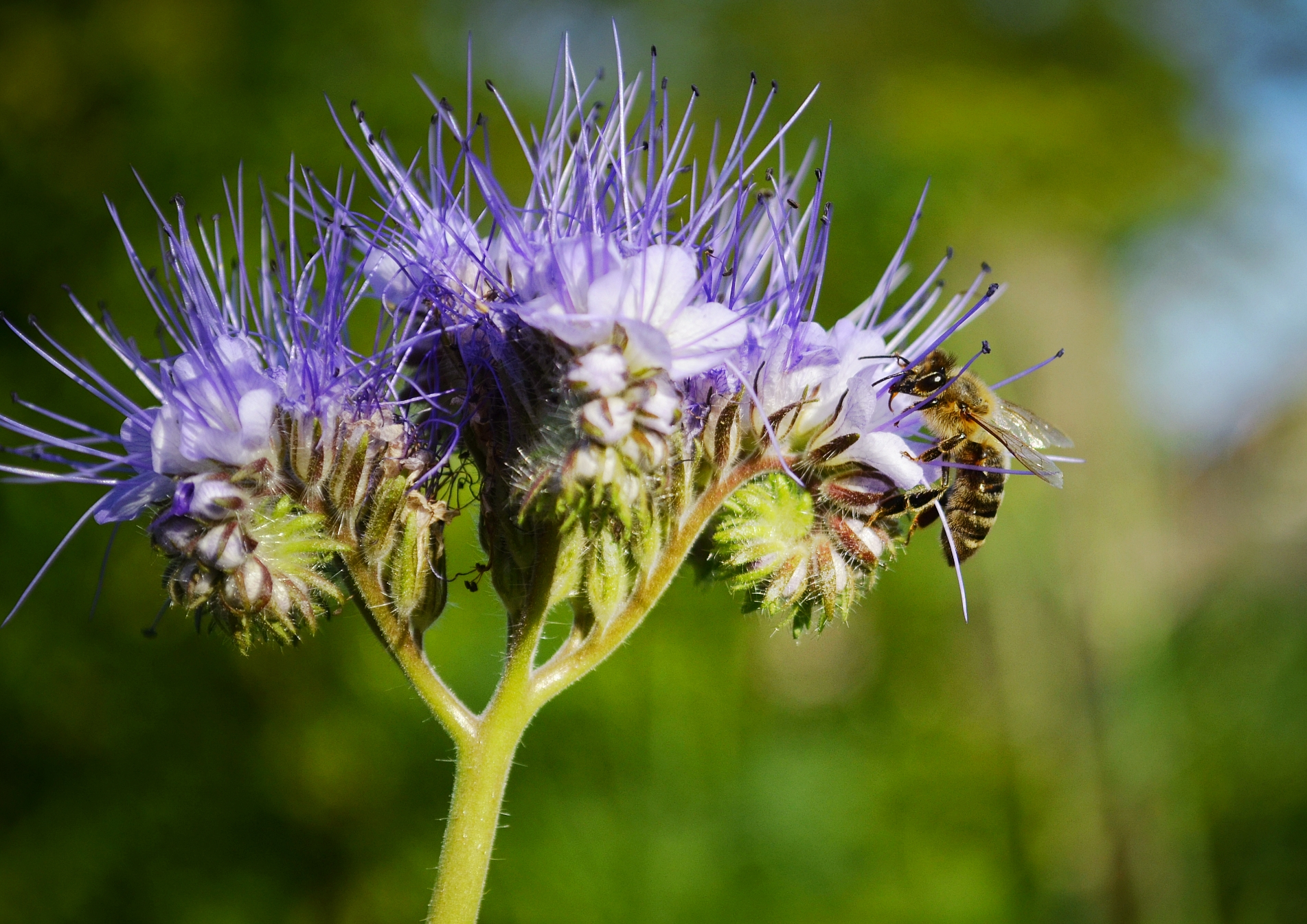

Бджола (Apis) — рід з родини бджолині (Apidae).
Бджоли мають довжину тіла від 7-8 мм до 16-18 мм. Забарвлення різної інтенсивності — від рівномірно чорного і темно бронзового до жовтого і червоно-жовтого. З двох пар крил задні трохи менше передніх, крила вкриті мереживом жилок, на передній кромці заднього крила присутні декілька гачкоподібних зачіпок, що зчіплюються з відповідною складкою на задній кромці переднього крила. Бджоли бачать ультрафіолетове випромінювання.

## Опис
Усі види, що належать до роду Apis мешкають в добре організованих суспільствах. Будують вони з чистого воску вертикальні пласти, що мають комірки з обох сторін, в яких народжуються бджоли та зберігаються корми. Дорослі особини та личинки живляться нектаром, паддю та квітковим пилком. Створюють великі колонії (бджолині родини) і в залежності від виду налічують від кількох до 20-80 тисяч особин. Життя родин координується за допомогою феромонів, регулярних змін активності залоз, спілкування за допомогою танців та звуків. Тут діє поліморфізм та віковий поліетізм. Досконально розроблений спосіб регуляції температури в гнізді, що дозволяє бджолиним родинам бути незалежними у великій мірі від зовнішніх умов, завдяки чому в холодному кліматі можуть пережити довгі та суворі зими цілі колонії, а не тільки поодинокі особини в стані зимової сплячки, як наприклад джмелі.

## Класифікація та поширення
Рід бджола (Apis) об'єднує чотири види:
Apis cerana Fabr. — бджола східна
Apis dorsata Fabr. — бджола велика
Apis florea Fabr. — бджола карликова
Apis mellifera L., син. Apis mellifica L. — бджола медоносна

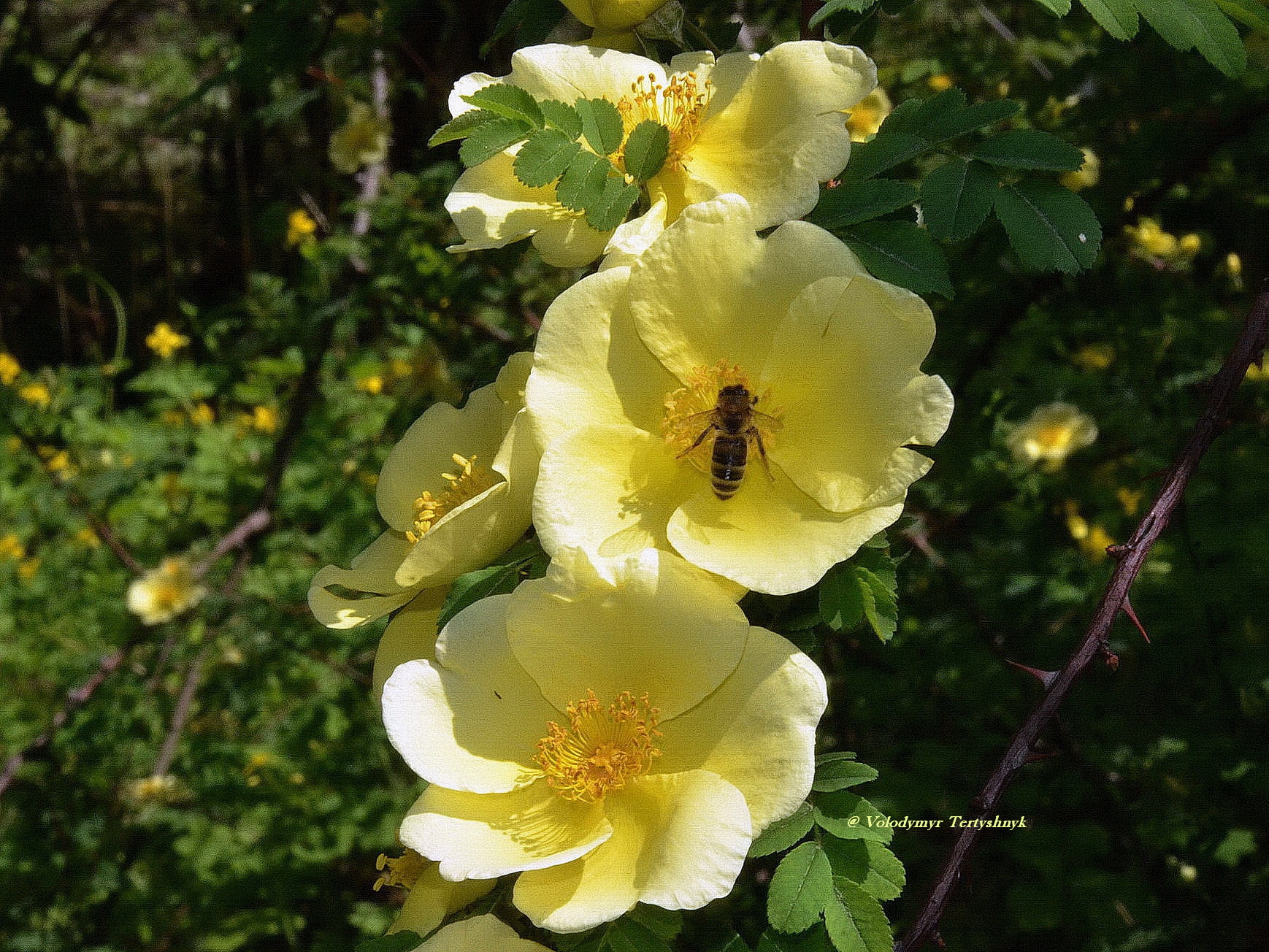
Бджола медоносна

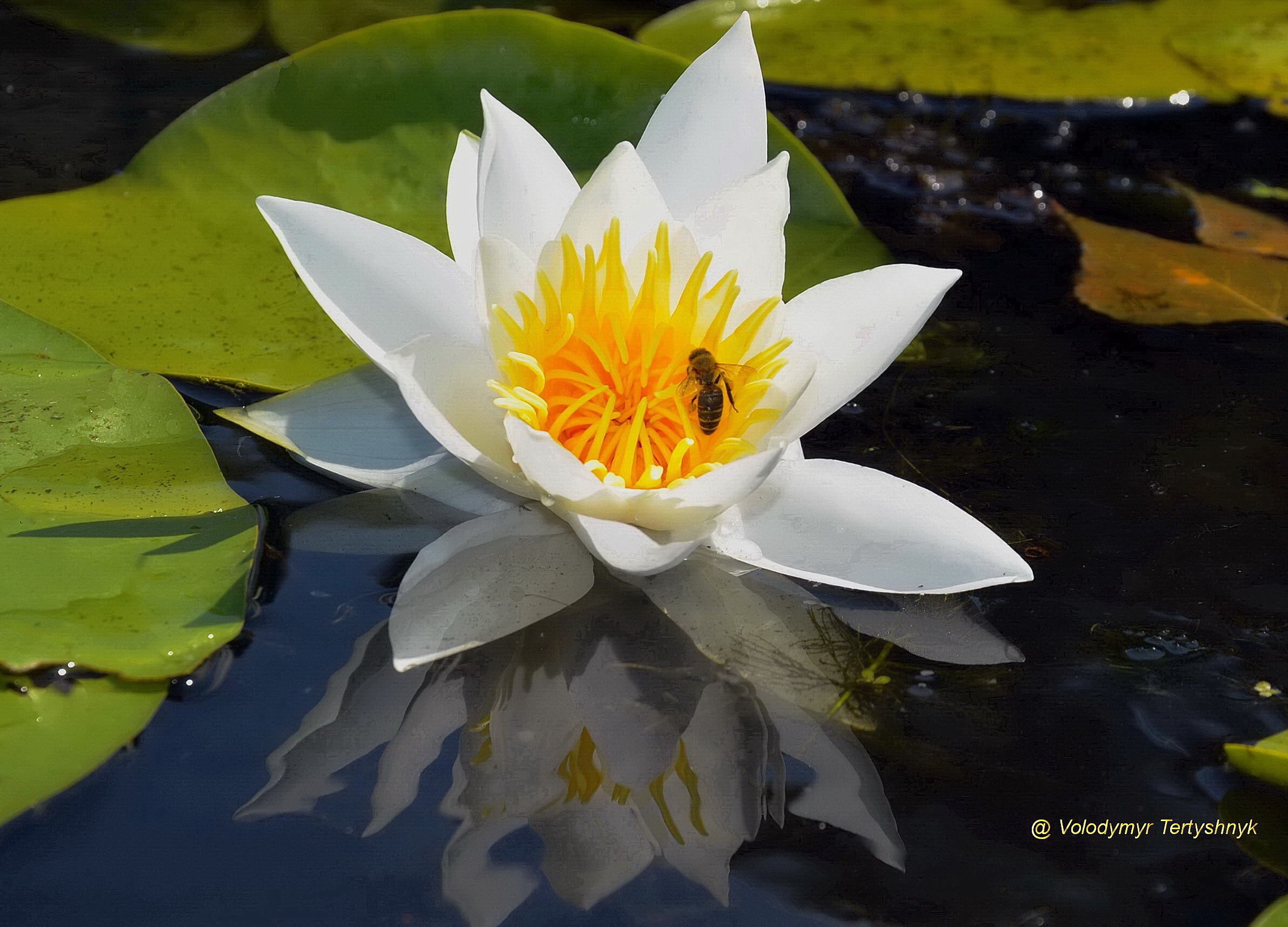
Apis mellifica L. — бджола медоносна на Білих водяних Лілеях

Живуть вони в дикій природі на теренах Азії, Африки та Північної Америки, а бджола медоносна була одомашнена. Усі види бджіл, що належать до родини Apini (і роду Apis) виробляють мед. Найпоширенішим видом є бджола медоносна, яка зустрічається в Європі, де була одомашнена, а також в Африці, Америці, Австралії і Новій Зеландії, куди її завезли. Останні три види бджіл медоносних є види азійські. Бджола жалить тільки один раз, потім гине.  

## Вороги
Одними з найбільших ворогів бджоли є шершні (Vespa). Вони можуть нападати на житло бджіл, нищити гнізда і з'їдати личинок. Спочатку висилають розвідника, який має завдання визначити знаходження гнізда бджіл. Бджоли, однак, можуть захистити себе від цих хижаків. Оточуючи шершня, який потрапив до житла, бджоли створюють кулю, утворених з живих організмів. Нападник, який знаходиться в середині, гине за 10 хвилин, внаслідок перегріву, оскільки максимальна температура, яку може витримати є 46 °C, натомість бджоли витримують понад 47 °C. В 2009 року відкрито, що зв'язок з тим процесом має також двоокис вуглецю, що виробляється бджолами.

## Вимирання бджіл
В останній час відзначається збільшення вимирання бджіл, головним чином на теренах США та Західної Європи, цей процес отримав назву Синдром руйнування колоній. Правдоподібною причиною вимирання є використання пестицидів під час цвітіння рослин. Дослідження, проведені у великих масштабах в США вказують, що CCD може бути пов'язаний із такими явищами, як:
Нова поява збудників (патогенів): Комбінація різного роду стресів, що сприяє більшої сприйнятливості до збудників: Поява в оточуючому середовищі хімічних речовин (напр. неонікотіноїдів), що викликають зниження опору до дії збудників: Надмірне використання комах на промислових пасіках, внаслідок чого бджоли шукають інші помешкання. 
Зміни в довкіллі, що викликали скорочення кількості рослин, що дають поживу для бджіл, що викликано також м. ін. інтенсифікацією рослинництва, напр. в країнах Європейського Союзу. 
Відносно здійснення громадянами України бджільництва доцільно скасувати будь-які податки. Достатньо того, що будуть сплачуватись податки з реалізації меду, прополісу та інших цінних продуктів бджільництва. Під забороною мають опинитись  небезпечні  пестициди. Фірми, які поставляють різний небезпечний для екології хімічний непотріб, та аграрії, які застосовують смертельну для бджіл  хімію, мають потрапляти під санкції.  Чим більше буде бджіл - тим краща буде екологія. Держава має забезпечити відновлення бджільництва та стимулювати цю корисну працю аматорів і сумлінних розбудовників квітучої країни (можливо варто запровадити модель підтримки за аналогом  зеленої енергетики).
Згідно ст. 4 Закону України «Про пестициди і агрохімікати»,   «Пестициди і агрохімікати вітчизняного, а також іноземного виробництва, що завозяться для використання на територію України, повинні відповідати таким вимогам: висока біологічна ефективність щодо цільового призначення; безпечність для здоров'я людини та навколишнього природного середовища за умови дотримання регламентів їх застосування; відповідність санітарним нормам та іншим нормативно-правовим актам». Відшкодування збитків, заподіяних внаслідок порушень законодавства про пестициди та агрохімікати, здійснюється відповідно до чинного законодавства (ст. 20 Закону України «Про пестициди і агрохімікати»).  